# Jüngere Hochmeisterchronik
La Jüngere Hochmeisterchronik, il Croniken van der Duytscher Oirden, o la Cronaca di Utrecht dell'Ordine teutonico è una cronaca realizzata in olandese medio e relativa all'Ordine teutonico. Fu scritta nella città di Utrecht o nei suoi dintorni, negli odierni Paesi Bassi, nel giro diverse fasi, ovvero intorno al 1480, intorno al 1491 e con alcune piccole modifiche dopo il 1492 (forse intorno al 1496). Alcuni studiosi hanno definito l'opera come «l'ultima tessera del puzzle rappresentato dalla tradizione storiografica ufficiale dell'Ordine teutonico». La cronaca anonima fu probabilmente redatta dal landmeister del baliato di Utrecht dell'Ordine teutonico, Johan van Drongelen, in collaborazione con il suo collaboratore personale, Hendrik Gerardsz. van Vianen.
Il testo viene spesso utilizzato per fornire una posizione di parte dell'Ordine teutonico a seguito della perdita della Prussia orientale avvenuta nell'ambito della guerra dei tredici anni (1454-1466). Alcuni studiosi moderni hanno inoltre ipotizzato che il testo potrebbe essere stato scritto in risposta alla vittoria conseguita dagli Ospitalieri nell'assedio di Rodi del 1480, i quali avevano respinto con successo l'attacco dell'impero ottomano.

## Titolo

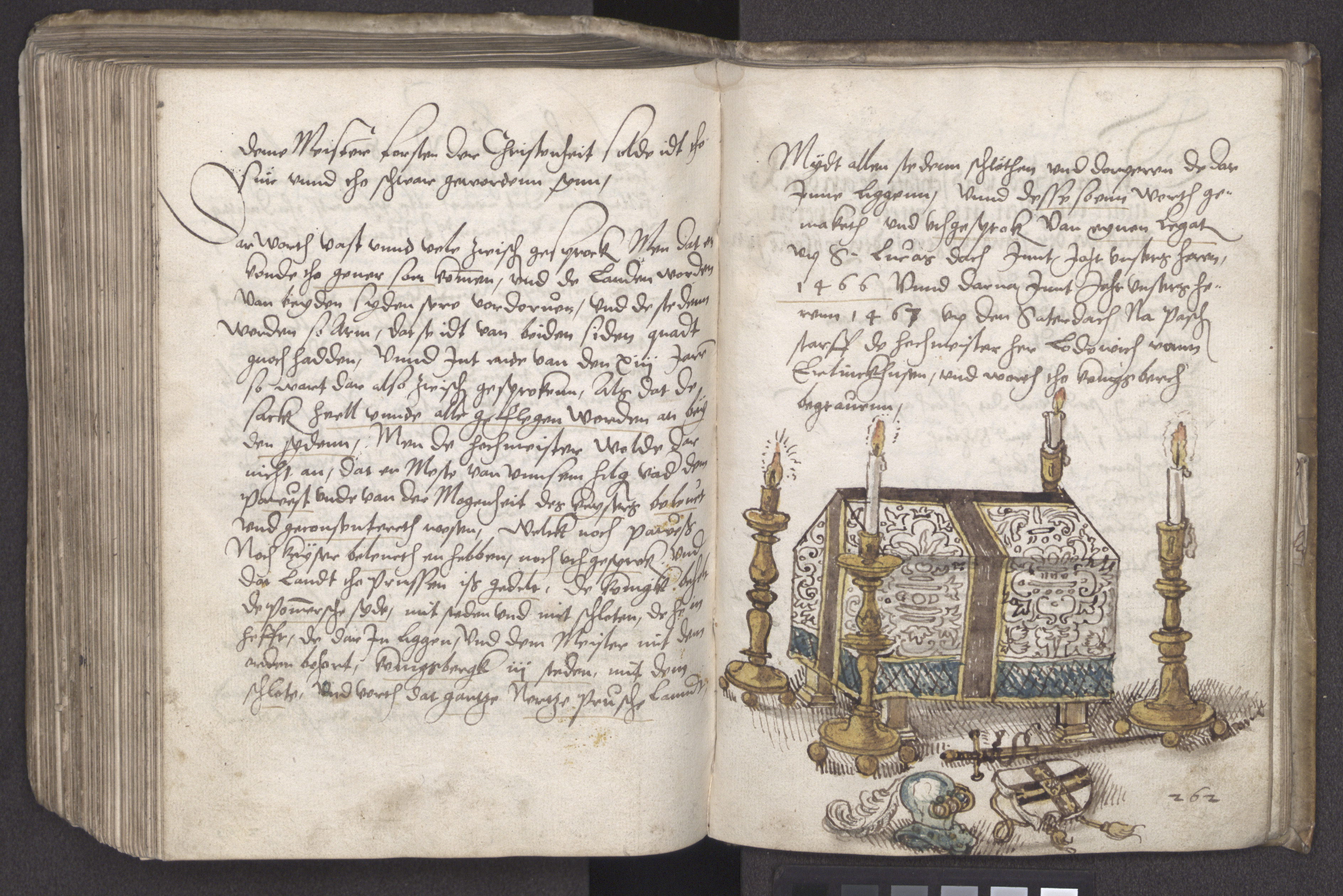
Tartu, Biblioteca Universitaria, Manoscritto 154, fogli 261v-262r: Tomba del Gran Maestro Ludwig von Erlichshausen

La cronaca è conosciuta con diversi nomi. Un tempo indicata come Preussischen Chronica (Cronaca prussiana) e successivamente quale Cronaca dell'Ordine o Cronaca dei Gran Maestri da Christoph Hartknoch, nel XIX secolo divenne nota con la designazione di Große Hochmeisterchronik (Cronaca dei Grandi Maestri) conferita da Max Töppen. Theodor Hirsch lo convettì poi in Jüngere Hochmeisterchronik (Cronaca dei Giovani Gran Maestri), allo scopo di distinguerlo dalla Ältere Hochmeisterchronik (Cronaca dei Vecchi Gran Maestri) scritta qualche decennio prima in Prussia. Questo titolo, che accompagna un'edizione di una parte del testo, appare quello più comunemente adoperato nella moderna letteratura tedesca. 
Tuttavia, il testo si intitola nella sua versione estesa Croniken van der Duytscher Oirden der ridderscap van den huse ende hospitael Onser Liever Vrouwen van Jherusalem (Cronaca dell'Ordine Teutonico dei Cavalieri della Casa e dell'Ospedale di Nostra Signora Amata di Gerusalemme) o come Croniken van der Duytscher Oirden in quella breve. Questo titolo viene talvolta adoperato dagli studiosi accademici olandesi. Nella letteratura moderna si adopera anche il titolo Cronaca di Utrecht dell'Ordine teutonico.

## Argomento e fonti
Il testo si apre con un lungo prologo che colloca le origini dell'Ordine teutonico in un passato biblico, a partire da Noè e Melchisedec. Il prologo identifica il vero luogo di origine dell'Ordine teutonico nel monte Sion a Gerusalemme, mettendo in ombra il tradizionale luogo di origine ad Acri durante la Terza crociata. Varie figure del Vecchio Testamento, tra cui Mosè, Davide e Giuda Maccabeo, vengono ricollegate al monte Sion e presentate come prefigurazioni dei Cavalieri teutonici. Anche numerosi eventi del Nuovo Testamento vengono associati al Monte Sion, al fine di rimarcare la santità del luogo.
Il resto del testo risulta rigorosamente organizzato secondo l'elenco sequenziale dei gran maestri dell'Ordine, alternando eventi accaduti in Terra santa a quelli avvenuti in Livonia e Prussia. A questo scopo, l'autore combina 40-50 fonti diverse redatte in latino, olandese, tedesco e, forse, francese. Le fonti comprendono un'ampia gamma di letteratura biblica, racconti di crociate (Guglielmo di Tiro, Giacomo di Vitry, Oliviero di Paderborn, Vincenzo di Beauvais, Vilbrando di Oldenburg, Riccardo di San Germano, Giovanni di Beke, Ludolfo di Sudheim), cronache dell'Ordine teutonico (tra cui Pietro di Duisburg, Nikolaus von Jeroschin, la Ältere Hochmeisterchronik, la Cronaca rimata della Livonia), nonché diversi documenti d'archivio.

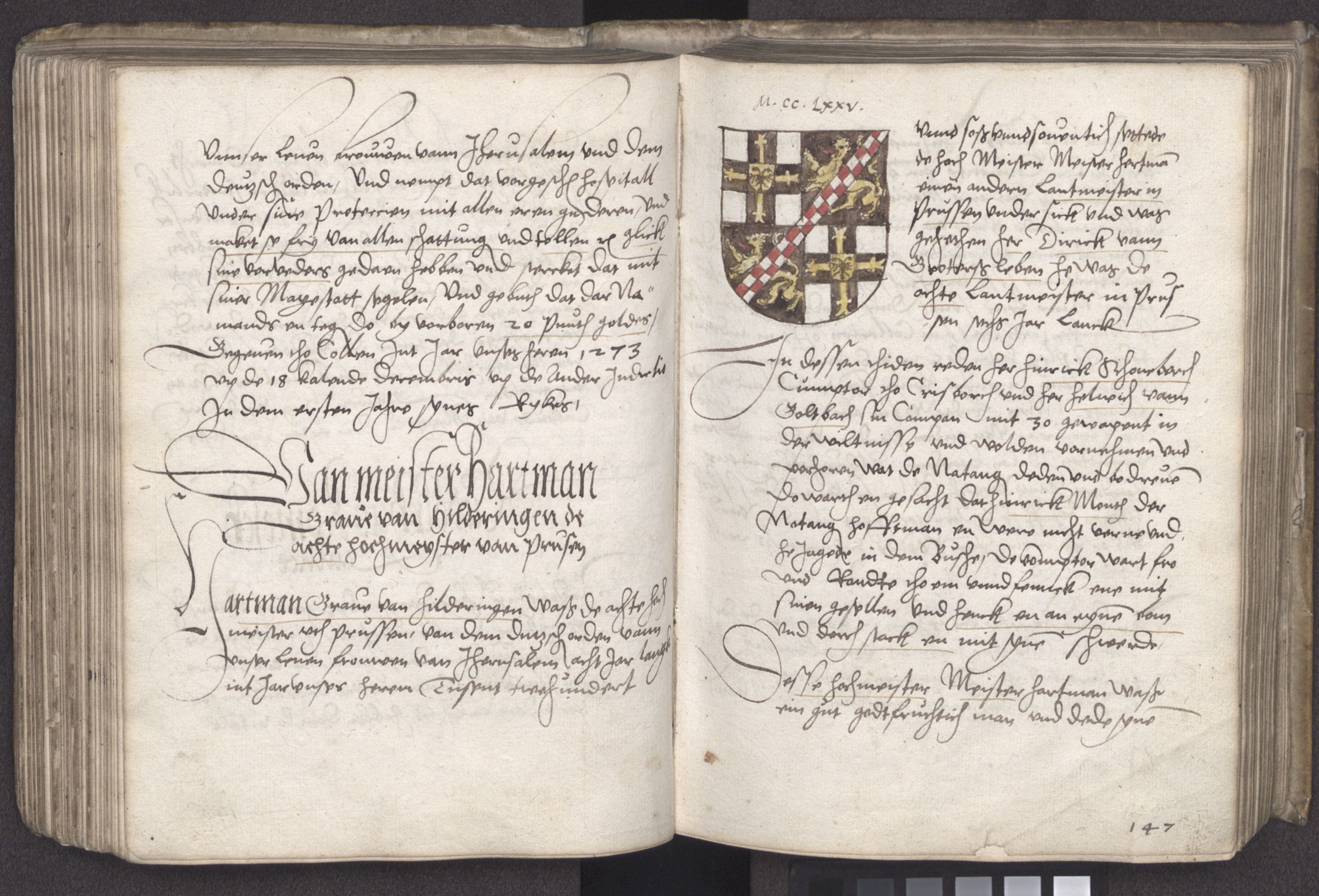
Tartu, Biblioteca Universitaria, manoscritto 154, fogli 146v-147r: Stemma del Gran maestro Hartmann von Heldrungen

Il corpo principale del testo termina con la morte del Gran maestro Ludwig von Erlichshausen, avvenuta nel 1467, seguita da un elenco di commende in Prussia e Livonia. Il testo si conclude con la storia del baliato di Utrecht e la vita dei comandanti delle terre fino allo stesso Johan van Drongelen (1469-1492). Nel testo sono indicati i privilegi papali e imperiali concessi all'Ordine teutonico, nonché diverse indulgenze. Gli stemmi accompagnano tutte le descrizioni dedicate ai gran maestri e ai landmeister.

## Pubblicazione
La cronaca fu realizzata per la prima volta in olandese medio nei Paesi Bassi settentrionali, essendo verosimilmente destinata a un pubblico di membri dell'Ordine teutonico. Poco dopo la sua stesura, il testo venne pubblicato sia in Livonia (in basso tedesco) che in Prussia (in alto tedesco). I manoscritti prussiani vennero successivamente adattati e ampliati, dopodiché diverse copie fecero la loro comparsa negli ambienti culturali urbani prussiani (il teologo luterano Johann Funck ne possedeva due manoscritti), nonché presso il pubblico dell'Ordine teutonico nelle regioni meridionali del Sacro Romano Impero, dove la prima edizione della Jüngere Hochmeisterchronik risale al 1528. Se si includono tutti gli adattamenti e i manoscritti noti, di cui alcuni andati tuttavia perduti, sono stati identificati finora quasi sessanta manoscritti.

## Edizioni
- A. Matthaeus, ed. Veteris Ævi Analecta, Seu Vetera Aliquot Monumenta, Quæ Hactenus Nondum Visa, 1ª ed, vol. X, Leida, 1710, pp. 1-284; A. Matthaeus, ed. Veteris Ævi Analecta, Seu Vetera Aliquot Monumenta, Quæ Hactenus Nondum Visa. 2ª ed, vol. V, L'Aia, 1738, pp. 631-818.
- C.E. Napierskij, Auszug Aus Der Chronik Des Ordens Vom Deutschen Hause Zu St. Marien in Jerusalem, Soweit Solche Auf Livland Bezug Nimmt, Mit Einer Einleitung, Abweichende Lesarten, Anmerkungen Und Einigen Worterklärungen, In Scriptores Rerum Livonicarum, 1:829-906. Riga/Lipsia: Frantzen, 1853, pp. 833-836.
- Th. Hirsch, Die Jüngere Hochmeisterchronik, In Scriptores Rerum Prussicarum. Die Geschichtsquellen Der Preussischen Vorzeit Bis Zum Untergange Der Ordensherrschaft, edito da Th. Hirsch, E. Strehlke e M. Töppen, V:1-172, Lipsia, 1874.
- J.J. de Geer van Oudegein, Archieven Der Ridderlijke Duitsche Orde, Balie van Utrecht. vol. II, Utrecht, 1871, pp. 233-258.

Si è ipotizzato di recente di realizzare una nuova edizione che si rifà al testo integrale e alla copia dell'autore conservata a Vienna, affiancata da una traduzione in lingua inglese.